# Unione Sportiva Pro Vercelli 2001-2002
Questa pagina raccoglie le informazioni riguardanti l'Unione Sportiva Pro Vercelli nelle competizioni ufficiali della stagione 2001-2002.

## Divise e sponsor
| 1ª divisa | 2ª divisa |

## Rosa
| N. |                   | Ruolo | Calciatore          |
| -- | ----------------- | ----- | ------------------- |
|    | Italia (bandiera) | P     | Luca Anania         |
|    | Italia (bandiera) | A     | Davide Andorno      |
|    | Italia (bandiera) | A     | Christian Araboni   |
|    | Italia (bandiera) | D     | Cristian Bacci      |
|    | Italia (bandiera) | D     | Cristian Bari       |
|    | Italia (bandiera) | P     | Michele Basano      |
|    | Italia (bandiera) | C     | Marco Bonfiglio     |
|    | Italia (bandiera) | D     | Emanuele Bruni      |
|    | Italia (bandiera) | A     | Alessandro Comi     |
|    | Italia (bandiera) | C     | Antonino D'Agostino |
|    | Italia (bandiera) | P     | Paolo Di Sarno      |
|    | Italia (bandiera) | C     | Simone Facchini     |
|    | Italia (bandiera) | C     | Ivan Ferretti       |
|    | Italia (bandiera) | C     | Roberto Fogli       |
|    | Italia (bandiera) | A     | Luigi Forlini       |

| N. |                   | Ruolo | Calciatore             |
| -- | ----------------- | ----- | ---------------------- |
|    | Italia (bandiera) | D     | Iacopo La Rocca        |
|    | Italia (bandiera) | D     | Federico Lazzeri       |
|    | Italia (bandiera) | C     | Fabio Lorenzini        |
|    | Italia (bandiera) | A     | Walter Mirabelli       |
|    | Italia (bandiera) | D     | Gianpaolo Motta        |
|    | Italia (bandiera) | C     | Alessandro Parente     |
|    | Italia (bandiera) | D     | Ferdinando Passariello |
|    | Italia (bandiera) | A     | Matteo Pasteris        |
|    | Italia (bandiera) | D     | Federico Peluso        |
|    | Italia (bandiera) | C     | Cristian Raimondi      |
|    | Italia (bandiera) | D     | Mattia Salami          |
|    | Italia (bandiera) | C     | Matteo Savioni         |
|    | Italia (bandiera) | C     | Stefano Turi           |
|    | Italia (bandiera) | D     | Filippo Vianello       |